# Maude Schneider
 (mars 2025).
Motif : Aucune source secondaire de qualité pleinement centrée sur le sujet. Critères non-remplis.
- Archive Wikiwix
- Bing
- Cairn
- DuckDuckGo
- E. Universalis
- Gallica
- Google
- G. Books
- G. News
- G. Scholar
- Persée
- Qwant
- (zh) Baidu
- (ru) Yandex
- (wd) trouver des œuvres sur Wikidata

| 1. | Préciser le motif de la pose du bandeau. | Précisez le motif de la pose du bandeau en utilisant la syntaxe suivante : {{admissibilité à vérifier\|date=mars 2025\|motif=remplacez ce texte par le motif}}                       |
| 2. | Informer les utilisateurs concernés.     | Pensez à avertir le créateur de l'article, par exemple, en insérant le code ci-dessous sur sa page de discussion : {{subst:avertissement admissibilité à vérifier\|Maude Schneider}} |

Maude Schneider, née le 24 juin 1980 à  Landeyeux et originaire de La Chaux-de-Fonds est une sculptrice et céramiste lauréate du Prix Bachelin pour l'année 2014. Son atelier est situé à Saint-Imier dans le canton de Berne, en Suisse.

## Biographie
Maude Schneider nait le 24 juin 1980 à Boudevilliers (Landeyeux) et est originaire de La Chaux-de-Fonds, dans le canton de Neuchatel en Suisse. Son père a un atelier de céramiste amateur.
Elle travaille aussi avec la corde, le cuir, le caoutchouc le plastique, les perles de culture, la laine.
À l'occasion de la cinquième édition de l'Art Fair Yia, où elle participe pour la première fois, elle présente deux œuvres d'art. La première, à partir de sacs-poubelles dorés, est une référence à la surconsommation. La seconde, des oreillers, est initialement créée dans le cadre d'un concours sur le thème « Luxe, calme et volupté », citation issue du poème L'Invitation au voyage, de Baudelaire.
En 2022 elle participe avec son œuvre Baluchon à l'exposition Migration (s) à l'Ariana à Genève et à Melting pot à Neuchatel.